# بوردور
مدينة بوردور هي عاصمة محافظة بوردور تقع في جنوب غرب تركيا على شاطئ بحيرة بوردور وبلغ عدد سكانها 78,389 نسمة حسب تقديرات عام 2010.

## المناخ
يظهر الجدول التالي التغييرات المناخية على مدار السنة لبوردور:
| البيانات المناخية لـبوردور                        | البيانات المناخية لـبوردور | البيانات المناخية لـبوردور | البيانات المناخية لـبوردور | البيانات المناخية لـبوردور | البيانات المناخية لـبوردور | البيانات المناخية لـبوردور | البيانات المناخية لـبوردور | البيانات المناخية لـبوردور | البيانات المناخية لـبوردور | البيانات المناخية لـبوردور | البيانات المناخية لـبوردور | البيانات المناخية لـبوردور | البيانات المناخية لـبوردور |
| الشهر                                             | يناير                      | فبراير                     | مارس                       | أبريل                      | مايو                       | يونيو                      | يوليو                      | أغسطس                      | سبتمبر                     | أكتوبر                     | نوفمبر                     | ديسمبر                     | المعدل السنوي              |
| ------------------------------------------------- | -------------------------- | -------------------------- | -------------------------- | -------------------------- | -------------------------- | -------------------------- | -------------------------- | -------------------------- | -------------------------- | -------------------------- | -------------------------- | -------------------------- | -------------------------- |
| الدرجة القصوى °م (°ف)                             | 16.6 (61.9)                | 19.4 (66.9)                | 27.8 (82.0)                | 30.7 (87.3)                | 33.5 (92.3)                | 38.1 (100.6)               | 40.7 (105.3)               | 41.0 (105.8)               | 37.0 (98.6)                | 32.4 (90.3)                | 25.6 (78.1)                | 20.5 (68.9)                | 41.0 (105.8)               |
| متوسط درجة الحرارة الكبرى °م (°ف)                 | 6.9 (44.4)                 | 8.5 (47.3)                 | 12.8 (55.0)                | 17.6 (63.7)                | 23.1 (73.6)                | 28.2 (82.8)                | 32.0 (89.6)                | 32.2 (90.0)                | 27.8 (82.0)                | 21.4 (70.5)                | 14.0 (57.2)                | 8.2 (46.8)                 | 19.4 (66.9)                |
| متوسط درجة الحرارة الصغرى °م (°ف)                 | −1.1 (30.0)                | −0.7 (30.7)                | 1.9 (35.4)                 | 5.9 (42.6)                 | 9.9 (49.8)                 | 13.9 (57.0)                | 17.0 (62.6)                | 16.8 (62.2)                | 12.7 (54.9)                | 8.2 (46.8)                 | 3.5 (38.3)                 | 0.6 (33.1)                 | 7.4 (45.3)                 |
| أدنى درجة حرارة °م (°ف)                           | −14.0 (6.8)                | −13.0 (8.6)                | −11.6 (11.1)               | −7.0 (19.4)                | −0.4 (31.3)                | 5.2 (41.4)                 | 9.7 (49.5)                 | 10.2 (50.4)                | 4.4 (39.9)                 | −2.0 (28.4)                | −9.9 (14.2)                | −11.0 (12.2)               | −14.0 (6.8)                |
| الهطول مم (إنش)                                   | 51.1 (2.01)                | 39.3 (1.55)                | 45.0 (1.77)                | 50.4 (1.98)                | 39.6 (1.56)                | 26.0 (1.02)                | 17.6 (0.69)                | 9.2 (0.36)                 | 17.8 (0.70)                | 35.8 (1.41)                | 42.2 (1.66)                | 59.1 (2.33)                | 433.1 (17.04)              |
| متوسط الأيام الممطرة                              | 11.0                       | 9.7                        | 10.0                       | 10.7                       | 9.4                        | 5.6                        | 3.5                        | 2.5                        | 3.6                        | 6.3                        | 7.9                        | 10.9                       | 91.1                       |
| ساعات سطوع الشمس الشهرية                          | 114.7                      | 137.2                      | 182.9                      | 204                        | 275.9                      | 330                        | 359.6                      | 337.9                      | 273                        | 217                        | 156                        | 93                         | 2٬681٫2                    |
| المصدر: Devlet Meteoroloji İşleri Genel Müdürlüğü |                            |                            |                            |                            |                            |                            |                            |                            |                            |                            |                            |                            |                            |

## أعلام
- صادق باداق
- عائشة غورجان